# 伊部晴美
伊部 晴美（いべ はるみ、1933年12月14日 - 1996年）は日本の作曲家、編曲家、ギタリスト。

## 来歴
1933年12月14日、東京で生まれ、ギターを古賀政男に師事。東洋音楽学校を経て、プロギタリストとしてデビューした。
フラメンコからモダン・ジャズまで広いレパートリーを持つ他、舛田利雄監督作品を中心に多数の映画音楽も手掛ける。歌謡曲・演歌のインストゥルメンタルアルバムも数多く発売しており、同じギタリストのフランツ・レフラーや、テナーサックス奏者の秋本薫などと組む事も多かった。
1996年に癌で死去。

## 映画音楽
- 嵐を呼ぶ男（1957年）
- 日本仁侠伝 血祭り喧嘩状 (1959年)
- 破れかぶれ（1961年）
- 用心棒稼業（1961年）
- 太陽、海を染めるとき（1961年）
- 男と男の生きる街 (1962年、日活)
- 花と竜（1962年）
- 遥かなる国の歌（1962年、日活）
- メキシコ無宿（1962年）
- 探偵事務所23 くたばれ悪党ども（1963年）
- 太陽への脱出（1963年）
- 学園広場（1963年）
- 赤いハンカチ（1963年）
- 美しい十代（1964年）
- 幸せなら手をたたこう（1964年）
- 河内ぞろ 喧嘩軍鶏 (1964年、日活)
- 殺られる前に殺れ（1964年、大映）
- 間謀（1964年）
- 太陽西から昇る（1964年、日活）
- 黒い海峡 (1964年)
- 明日は咲こう花咲こう（1965年）
- 青春とはなんだ（1965年）
- いれずみ判官（1965年）
- 青春ア・ゴーゴー（1966年）
- 帰らざる波止場（1966年、日活）
- 殺るかやられるか（1966年、日活）
- 夜のバラを消せ（1966年、日活）
- 四畳半物語 娼婦しの（1966年、東映）クレジット：伊部春美
- 夜霧よ今夜も有難う（1967年）
- 血斗（1967年）
- 反逆 (1967年、日活)
- 無頼より 大幹部（1968年）
- 忍びの卍[2]（1968年）
- 獄中の顔役（1968年）
- 夜の歌謡シリーズ 命かれても（1968年）
- 夜の歌謡シリーズ 長崎ブルース（1969年）
- スパルタ教育くたばれ親父（1970年）
- 高校生ブルース（1970年）
- 夜の診察室（1971年）
- さらば掟（1971年）
- 白い天使の誘惑（1972年）
- 闇に浮かぶ白い肌（1972年）
- 続・人間革命（1976年）
- エデンの海（1976年）
- ゴルゴ13 九竜の首（1977年）
- やくざ戦争 日本の首領（1977年） - 黛敏郎と共同
- 日本海大海戦 海ゆかば（1983年）
- エル・オー・ヴィ・愛・N・G（1983年）
- 零戦燃ゆ（1984年）
- 最後の博徒（1985年）

## テレビ音楽
- 0の眼
- 孤独の賭け
- 悪魔のようなすてきな奴
- 悪の紋章
- スパイキャッチャーJ3
- 嵐のなかでさよなら
- 白い巨塔
- 人形佐七捕物帳[3]
- 日本剣客伝
- 大都会 闘いの日々
- まんが世界昔ばなし
- 野望
- 球形の荒野
- まんがはじめて物語
- 金髪のジェニー
- 江戸の牙
- さすらいの少女ネル
- おだいじに
- かくれんぼ
- 暁に斬る!
- 名奉行 遠山の金さん[4]

## 歌謡曲
- 青山ミチ／「野良犬のブルース」
- 天知茂／「昭和ブルース」(編曲)「流れの雲に」(編曲)「ふたりづれ」(編曲)「男のポケット」(編曲)
- 石原裕次郎／「花と竜」「骨」
- 大島ひろみ／「夜の谷間のブルース」(編曲)
- 小野栄一／「オットいたゞき」
- 鹿島淳／「夕陽の港」(編曲)
- 叶修二／「スパイキャッチャーJ3」
- 香月サコ／「愛やまず」(編曲)
- 河野みどり／「いのちのブルース」(編曲)「切ない恋のブルース」(編曲)
- 近藤正臣／「つくしの子守歌」
- 西城弘／「ジョニーのブルース」(編曲)
- さくら／「夢時雨」(編曲)
- さくらと一郎／「昭和枯れすゝき」(編曲)
- 菅原洋一／「恋心」(編曲)
- スリー・バンビーズ／「ユリアナ」(編曲)「好き好きロック」(編曲)
- 園まり／「ふるさとの唄」
- 高城丈二／「悪魔のようなすてきな奴」「さよならのテーマ」(編曲)
- 高倉健／「男ごころ」
- テレサ・テン／「まごころ」(編曲)
- 仲井一浩／「あなたが欲しい」(編曲)
- 浪花輝夫／「酔いどれ船」(編曲)
- 藤木りゆう／「新宿みなと」(編曲)
- フランク赤木／「ゼロ戦黒雲隊の歌」
- 本牧薫／「愛々ブルース」(編曲)
- 松島トモ子／「ふるさとの四季」
- 三浦正弘とアロハ・ブラザーズ／「失くした真珠」(編曲)

## ディスコグラフィ
- ギター・ムード 上海の街角で(ポリドール)
- ダイヤモンド◇ベスト ムード・ギター ベスト(ユニバーサルJ)